# Livingston Wheeler
Livingston Wheeler – jednostka osadnicza w Stanach Zjednoczonych, w stanie Nowy Meksyk, w hrabstwie Eddy.